# Dacia Unirea Brăila
Asociația Fotbal Club 1919 Dacia Unirea Brăila, cunoscut sub numele de Dacia Unirea Brăila, este un club de fotbal profesionist din Brăila, România, ce evoluează în prezent în Liga a III-a. Clubul a fost înființat în martie 1919 și își dispută meciurile de acasă pe Stadionul Municipal, cu o capacitate de 20.000 de locuri, inaugurat în 1974.
Pe lângă echipa mare, clubul Dacia Unirea Brăila deține și o echipă secundă intitulată Dacia Unirea II, care evoluează în Liga a IV-a..
Prima prezență a echipei în competițiile naționale a fost înregistrată pe 18 mai 1930 - meci împotriva echipei Juventus București, atunci în urma câștigării campionatului regional, Dacia Unirea Brăila marchează prima sa evoluție în Divizia A.

## Istoric

### Dacia Unirea Brăila - începuturi

Logo-ul din perioada «CF Brăila»

Dacia Brăila a luat ființă în 1919 aproximativ în același timp cu o altă echipă, Unirea. Pană în 1928 când se realizează fuziunea între cele două colective și apare Dacia Unirea Brăila fiecare a participat separat, în campionatul regional. În anul 1929 Dacia Unirea Brăila are următorul 11 de bază: Padimatopol (Capreanu)-Stanciu, Vasiliu, Leu (Săvulescu), Fritz, Grigoriu, Anastasiu, Leșu, I. Goldenberg, Teodorescu (Frățescu, Cavadia, Geller, Munteanu). În sezonul 1929-1930 echipa câștigă turneul regional și se califică în turneul final al campionatului național fiind eliminată de Juventus București (campioana din acel sezon) cu scorul de 16-0.
Aceasta marchează șapte prezențe divizionare antebelice: cinci au fost în Divizia B, între 1934-1937, 1938-1940 și două în primul eșalon, 1937-1938 , 1940-1941, numele echipei și al clubului schimbându-se de câteva ori: DUIG (Dacia Unirea Ignatz Goldenberg) în 1937, Dacia Unirea în 1938 și FC Brăila în 1940. În anii războiului, a activat în "Cupa Eroilor", iar după război, cu numele inițial Dacia Unirea, a participat la o singură ediție a fostei Divizii C (1946-1947), după care a dispărut din nomenclatorul divizionar. Dintre jucătorii utilizați în perioada de vârf a echipei sunt de menționat: I. Goldenberg, Traian Tomescu, N. Stanciu, Hagiopol, Șaramet, Weiss, Cavadia, Bonațiu, V. Pop, Negrescu, Drăghicescu, Pascalide, D. Stanciu și Wetzer IV (fratele celebrului Rudolf Wetzer).
Lotul a fost completat cu: Hagiopol, Redea, Vintea, Olteanu, Tănăsescu, Zimrea, Motoroi. În 1938-1939 revine la numele de Dacia Unirea și în Divizia B ocupă locul 5. În 1939-1940 termină campionatul pe locul 3 în Divizia B și ajunge în semifinalele Cupei României (elimină pe AMEFA Arad 2-1, FC Olimpia Satu Mare 2-1 Victoria Cluj 2-1) unde este învinsă cu greu de către Rapid București cu scorul de 2-0.
În anii de după război FC Brăila dispare (ca și cealaltă echipă brăileană Franco-Română) de pe firmamentul divizionar, încercările de reorganizare pentru afirmarea fotbalului brăilean rămânând fără efect. În circuitul competițional republican apar sporadic Progresul (locul 7 în Divizia C 1948-49) Metalul (locul 16 în 1953 și 13 în 1954 în Divizia B), Energia (locul 11 în 1956 în Divizia C), Dinamo (locul 2 în 1957-58, Divizia C) Industria Sârmei (locul 4 în 1958-59 - Divizia C).
În campionatul divizionar B sezonul 1960-1961 își face apariția CSM Brăila, o primă încercare de concentrare a forțelor pe plan local (locul 7 în 1960-61, și 8 în 1961-62). În anul următor devine Progresul care ocupând locul 11, retrogradează în Divizia C, fiind retrogradată de FRF pentru întrebuințarea de mijloace nepermise pentru câștigarea unor jocuri, alături de echipele Prahova Ploiești, Carpați Sinaia, și IMU Medgidia.

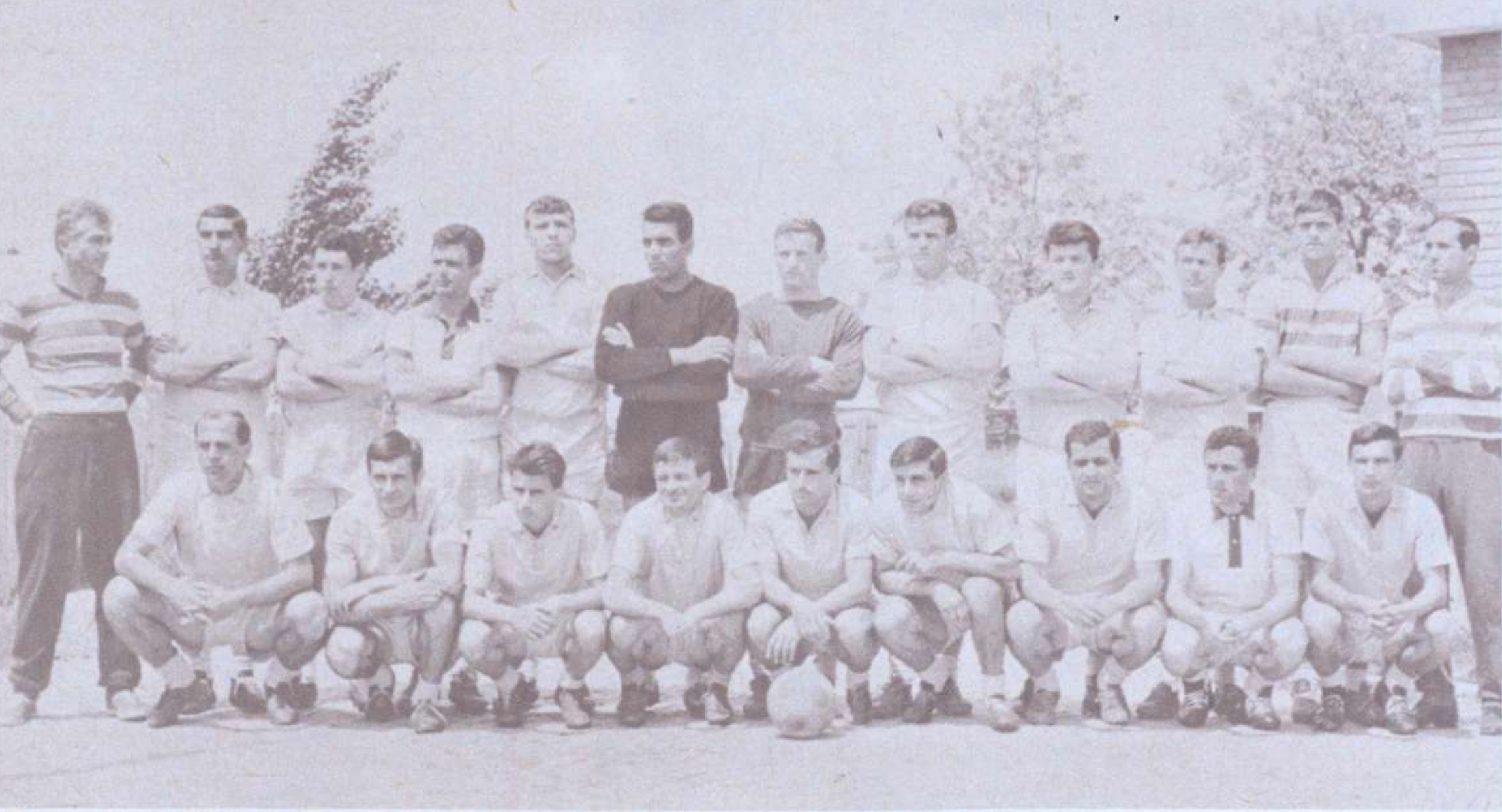
Echipa din sezonul 1966-1967

În 1963 își schimbă numele în Laminorul, câștigă una dintre seriile Diviziei C, seria Est și revine în Divizia B. Din păcate nu se menține decât patru sezoane, de fiecare dată având altă denumire: Laminorul locul 6, Constructorul locul 6 și Progresul locul 6 și locul 13, la sfârșitul sezonului 1966-1967, retrogradând în Divizia C, unde după numai un sezon se întoarce în eșalonul secund, unde va evolua pentru următoarele 22 de sezoane. În această perioadă (1963-1965) echipa era condusă de antrenorul Economu și jucătorii: Rădoi, State, Buterez, Teodorescu, Cazan, Iuhasz, Gheorghiță, Ionescu, Urmeș, Balaban, Turcu, Iancu, Ciupitu, Oprea, Stoian. De aici înainte Progresul devine una dintre cele mai puternice divizionare B, ocupând în ordinea anilor următoarele locuri în clasamentul primei serii: 8 (1968-69), 5 (1969-70), 4 (1970-71), 6 (1971-72), 15 (1972-73), 8 (1973-74) 2 (1974-75, an în care clubul revine la denumirea FC Brăila), 2 (1975-76), 9 (1976-77), 6 (1977-78), 10 (1978-79 când echipa devine FCM Progresul Brăila), 14 (1979-80), 8 1980-81), 9 (1981-82), 6 (1982-83), 10 (1983-84 și 1984-85), 7 (1985-86), 3 (1986-87 și 1987-88) și 2 (1988-89).
Începând de la data de 21 august 1974 echipa se mută de pe stadionul Progresul pe Stadionul Municipal, cu o capacitate de 30 000 de locuri.
În Cupa României sezonul 1970-71 după eliminarea divizionarelor A CS Jiul Petroșani (2-1) și SC Bacău (0-0) Progresul Brăila ajunge în sferturile de finală  unde este eliminată de către Dinamo București într-o dublă manșă (0-0 și 1-4).
În sezonul 1977-78 este atinsă din nou faza sferturilor de finală , victorii cu FCM Târgoviște (1-0) și Poli Timișoara (3-1) și eliminare în fața lui Poli Iași (1-2).

### Perioada FCM Progresul Brăila - 1978-1991
| Perioada     | Nume                                  |
| 1919–1928    | Dacia Brăila                          |
| 1928–1936    | Dacia Unirea Brăila                   |
| 1936–1938    | Dacia Unirea Ignatz Goldenberg Brăila |
| 1938–1939    | Dacia Unirea Brăila                   |
| 1939–1944    | FC Brăila                             |
| 1946–1947    | Dacia Unirea Brăila                   |
| 1948–1949    | Progresul Brăila                      |
| 1953–1955    | Metalul Brăila                        |
| 1955–1956    | Energia Brăila                        |
| 1960–1962    | CSM Brăila                            |
| 1962–1963    | Progresul Brăila                      |
| 1963–1964    | Laminorul Brăila                      |
| 1964–1965    | Constructorul Brăila                  |
| 1965–1975    | Progresul Brăila                      |
| 1975–1980    | FC Brăila                             |
| 1980–1991    | FCM Progresul Brăila                  |
| 1991–2006    | Dacia Unirea Brăila                   |
| 2006–2015    | CF Brăila                             |
| 2015–prezent | Dacia Unirea Brăila                   |

În anul 1978, FC Brăila își schimbă denumirea în Fotbal Club Muncitoresc Progresul Brăila (FCM Progresul Brăila), denumire ce o va purta timp de 13 sezoane până în anul 1991. Din cele 13 sezoane, FCM Progresul Brăila a participat în 12 sezoane ale Diviziei B și 1 sezon în Divizia A, în 1990-1991, după acest sezon echipa revine la denumirea istorică Dacia Unirea Brăila.
Într-un meci amical jucat în februarie 1990 FCM Progresul Brăila învinge campioana țării și finalista CCE Steaua București (pentru care evoluau jucători ca Silviu Lung, Dan Petrescu, Marius Lăcătuș, Gheorghe Hagi, Ilie Dumitrescu) cu scorul de 2-1, goluri marcate de Victor Titirișcă și Viorel Radu.
Anul 1990 aduce o mare bucurie în sufletele suporterilor brăileni: după jumătate de secol Brăila este din nou în prima ligă! A fost o luptă în trei cu Gloria Buzău și Oțelul Galați, promovarea fiind obținută la golaveraj. În ultima etapă Progresul Brăila - CSM Râmnicu Sărat 3-0. Foarte important a fost meciul câștigat la Galați în fața Oțelului (1-0) prin golul marcat de Marian Ivan.
Pe teren propriu au fost câștigate toate meciurile, golaverajul general fiind 57-4. Autorii acestei performanțe au fost: Ionel Dinu, care a apărat poarta echipei brăilene ca un adevărat înger păzitor, deschizând drumul Brăilei către Divizia A, Constantin Brătianu, Cristea Rusu, Vasile Darie (căpitanul echipei), Minciu Sandu, Vasile Brătianu, Marius Stan, Nicu Pascu, Victor Titirișcă, Ionel Drăgoi, Eugen Popescu, Marius Anton, Marian Ivan, Marin Petrache, Viorel Radu, Adrian Baldovin, Fătăliga, Gheorghe Negoiță, Aurel Marin, Aurelian Stamate, Marian Săvescu, Angelin Rădulescu, Bogdan Muscă; Antrenori Bujor Hălmăgeanu și Ionel Iuga, (Vasile Grosu).
În primul sezon de Divizia A startul a fost greoi: prima victorie a fost obținută în etapa cu numărul 8 contra celor de la U Cluj (3-1) după care au urmat și altele printre care și cea cu Rapid (1-0). Un punct surprinzător a fost obținut în deplasare la Dinamo (0-0). După turul campionatului echipa ocupa locul 15 cu 13 puncte. În retur Steaua București nu a reușit să câștige la Brăila (1-1) iar prima victorie în deplasare a venit tot la Cluj (1-0). Campioana din anul precedent Dinamo București a fost și ea învinsă (2-1) după ce la pauză oaspeții erau în avantaj.

### Perioada Dacia Unirea Brăila 1991-2006

#### Sezonul 1991-1992
Sezonul următor a adus schimbarea numelui în Dacia Unirea și al sponsorului principal care a devenit concernul Braigal înlocuind uzina Progresul. Startul de campionat a fost din nou mai greoi dar a fost învins Rapidul în etapa a V-a (1-0). Turul s-a încheiat cu o situație grea locul 15 cu doar 12 puncte unul mai mult decât ultima clasată Sportul Studențesc. În pauza competițională antrenor a fost numit Dumitru Dumitriu și rezultatele au început să se vadă. Dacia Unirea a devenit o echipă temută pe orice arenă din țară. În deplasare s-a realizat o frumoasă serie de victorii la Universitatea Craiova (2-0), FC Argeș Pitești (2-1), FCM Bacău (1-0) și în Regie (1-0). Pe Municipal Steaua (0-0) și Dinamo (1-1) nu au reușit să se impună. Ultima etapă a adus o victorie frumoasă cu Poli Timișoara(4-0) și cea mai bună clasare din istoria clubului - locul 6. Interesant este un clasament al acestui retur excelent în care echipa din Brăila se afla pe podium cu 23 de puncte fiind depășită doar de Dinamo (25) și Steaua (24).
În Cupa României după victoriile cu Mureșul Toplița (1-0) și Rapid (1-0), Dacia Unirea a fost eliminată într-o dublă manșă de Universitatea Craiova (1-0 și 0-2) în sferturile de finală.
De asemenea clubul brăilean a participat și în Cupa Balcanică fiind eliminat într-o dublă manșă de către Etar Tarnovo (Bulgaria). Începutul anului a consemnat și convocarea a 3 fotbaliști brăileni la loturile naționale Vasile Brătianu și Costel Luca (România B) iar Vasile Matincă la lotul de tineret.

#### Sezonul 1992-1993
În campionatul următor apare și primul jucător străin din istoria clubului albanezul Arben Minga. Campioana Dinamo nu reușește nici de data aceasta să învingă la Brăila (1-1) iar în alt meci se salvează un punct prin două goluri înscrise în ultimul minut împotriva Universității Craiova (2-2). După un arbitraj controversat Steaua câștigă la Brăila (3-1). Etapele se scurg previzibil cu victorii acasă și înfrângeri în deplasare. Cu două etape înainte de final se obține un meci egal la FCM Bacău rezultat ce va duce la retrogradarea echipei gazdă (1-1). Echipa a fost la un pas de o tragedie după meciul pierdut la Ploiești (0-2) când autocarul echipei s-a răsturnat între Mizil și Buzău. Din fericire nu au fost victime.
În Cupa României Dacia Unirea Brăila ajunge în Finală ! 3000 de suporteri brăileni au luat locul în tribunele Stadionului Național la ora startului finalei contra echipei Universitatea Craiova cel mai important meci din istoria clubului. În mod ciudat arbitru a fost ales Mircea Salomir cel care arbitrase și meciul de la Baia Mare. În chiar minutul 2 al finalei a avut loc o gravă greșeală de arbitraj. Drăgoi a fost agățat de portarul Lung în careu dar nu s-a acordat penaltyul cuvenit! Jocul a continuat cu atacuri ale craiovenilor și apărare grupată și contraatacuri fulger de cealaltă parte. Minutul 18 a adus eliminarea lui Matinca după un conflict al acestuia cu Cristescu în urma căruia se impunea o dublă eliminare. La pauză scorul a rămas alb. Minutul 75 a fost crucial pentru soarta meciului: Brătianu a plecat cu mingea la picior din propriul teren a driblat tot ce a ieșit în cale și din colțul careului de 16 m a centrat cu stângul pe jos în fața porții. Din partea opusă a venit în viteză Baldovin care din 6 m a trimis în plasa laterală. Zece minute mai târziu reduta brăileană a cedat și Vasc a deschis scorul. Pe final Gheorghe Craioveanu a dublat avantajul Universității iar Emil Săndoi a fost grav accidentat după un contact cu Petrache.

#### Sezonul 1993-1994
Al patrulea sezon consecutiv în prima ligă a început cu rezultate obișnuite punctele fiind câștigate doar pe teren propriu. Meciul cu Oțelul Galați a fost câștigat în minutul 90 (1-0), iar Luca a înscris de 3 ori în poarta Progresului București (4-0). Cu victorii pe teren propriu turul a fost încheiat pe un liniștit loc 11 și totul părea stabil. Dezastrul a început însă după meciul pierdut pe teren propriu cu Gloria Bistrița (2-4) după care Ioan Sdrobiș și-a dat demisia. Meciul de la Galați a fost pierdut la mare luptă (3-4) ca și cel de la București cu Progresul în care gazdele au întors scorul (1-2). O nouă lovitură a venit de la Poli Timișoara care a învins la Brăila (0-3). Pe final ca o palidă consolare a fost câștigat meciul cu Dinamo (1-0) iar ultima etapă a adus o înfrângere categorică în fața campioanei Steaua(2-5).
La finalul sezonului, Dacia Unirea Brăila retrogradează clasându-se pe poziția a 18 a clasamentului!
Anul 1993 a adus primul transfer în străinătate din istoria clubului: Luca a plecat la Samsunspor iar Vasile Brătianu a fost desemnat de ancheta postului Radio România Actualități al III- lea fotbalist din campionatul intern. De asemenea în acest an echipa de juniori II antrenată de Dumitru Bulancea a fost vicecampioană națională.

#### Sezonul 1994-1995
În următorul an Dacia Unirea antrenată de Virgil Dridea a luptat pentru revenirea pe prima scenă cu echipa Selena Bacău. După tur diferența de 7 puncte în favoarea echipei din Bacău părea decisivă. Meciul direct de la Brăila a găsit însă cele două echipe la egalitate de puncte. În fața unui stadion arhiplin Dacia a învins cu 2-0 și părea favorită la promovare. Visul s-a năruit însă la Iași unde în urma scandalului Trifina-Cananau echipei brăilene i-a fost interzisă promovarea. Tot pe locul II a fost încheiat și campionatul următor(1995-96) de această dată câștigătoarea seriei fiind formația din Târgoviște cu doar un punct avans. Promovarea a fost pierdută pe final în deplasarea de la Caracal(2-3) în fața unei echipe ce avea să retrogradeze. Sezonul următor a fost încheiat pe locul III. Demn de remarcat este faptul că în acești trei ani echipa brăileană nu a pierdut niciun meci pe teren propriu!
Acest lucru s-a întâmplat în sezonul următor (1997-98) în fața echipei Nitramonia Făgăraș (0-3). A fost un sezon greu în care echipa s-a salvat de la retrogradare în ciuda condițiilor grele (locul 13). În lipsa unui sponsor dezastrul nu a mai putut fi evitat în sezonul următor (1998-99) . Acesta este fără îndoială cel mai negru din istoria clubului lotul fiind format doar din juniori. Înfrângerile umilitoare au curs una după alta, echipa adunând doar 10 puncte și primind 125 de goluri.
Astfel după 40 de ani formația brăileană revenea în Divizia C. Desființarea echipei părea iminentă după 7 etape ea ocupând ultimul loc cu doar un punct. În acest moment clubul a fost preluat de omul de afaceri de origine turcă Husseyn Tekynalp. Până la finalul sezonului s-a dus o luptă grea pentru rămânerea în divizie deși pe teren propriu nu s-au mai pierdut puncte. Emoțiile au fost risipite abia în ultima etapă după egalul de la Constanța în fața echipei Portul (2-2). Cu doar un punct peste prima retrogradată Dacia termină pe locul 10.
Sezonul 2000-2001 echipa era antrenată de Mihai Ciobanu și după un duel cu Gloria Buzău, Dacia Unirea reușea să revină în Divizia B. Decisiv a fost meciul din retur de la Buzău (0-0) în care portarul Mirică a apărat un penalty. Frunză a fost golgheterul campionatului cu 19 goluri.
Lotul care a obținut promovarea: Bratianu I, Mirica, Ivan, Brătianu II, Braguta, Baboi, Rădulescu, Tănase, Bulancea, Frunză, Stoian, Buteseaca, Rotaru, Bandarica, Vioreanu, Balta, Stanciu, Munteanu, Ghioca, E.Cristian, State, V.Stan, Grosu.
În sezonul 2003-2004 Mihai Ciobanu revine la Brăila încercand promovarea în prima ligă. Startul este bun Dunărea Galați este umilită pe Municipal (9-2). Echipa FC Vaslui se dovedește însă mai constantă și câștigă seria. Dacia Unirea termină pe locul 4. În Cupa României Rapidul este eliminat de golul lui Buteseacă (1-0) în fața unui stadion arhiplin. În optimi pe terenul Conpet din Ploiești este eliminată și formația Apullum Alba Iulia (2-0). Aventura din cupă se încheie în sferturi într-o dublă manșă contra lui Dinamo (0-2 și 0-1).

### Perioada CF Brăila - 2006-2015
Sezonul 2006-2007 este unul dezastruos, Dacia Unirea încheie sezonul pe ultimul loc și retrogradează pentru a doua oară în ultimii 10 ani în Liga a III-a.
Sezonul 2007-2008 este unul dificil. Echipa își schimbă numele în CF Brăila și devine societate pe acțiuni. Sunt datorii mari de plătit, situația financiară nepermițând transferuri. Se mizează pe un lot format din jucători localnici iar antrenor este Vasile Darie. În plus se pornește la drum cu un handicap de 3 puncte pentru neîndeplinirea baremului în sezonul anterior iar programul este greu, primul meci acasă fiind cu cea mai puternică echipă din serie Cetatea Suceava (0-3). Cu toate acestea echipa încheie pe locul 9.
Lotul de jucători care a terminat pe locul 9 nu se dovedește suficient de puternic pentru a promova în sezonul 2008-2009. Asta deși Mihai Ciobanu revine pentru a III-a oară la Brăila. În momentul în care șansele sunt ratate el părăsește echipa pe cale amiabilă antrenor principal redevenind Vasile Darie. La final CF Brăila se poziționează pe locul 8.
Mult dorita revenire în Liga a II-a va fi obținută în sezonul 2009-2010 sub conducerea antrenorilor Vasile Darie (tur) și Daniel Timofte (retur). Principalele contracandidate la câștigarea seriei CS Panciu, Petrotub Roman și FC Politehnica II Iași nu au reușit să țină pasul cu CF Brăila cedând una câte una lupta. Nelu Buca a fost golgheterul echipei și al seriei cu 25 de goluri. O frumoasă performanță a reușit și echipa de juniori B (antrenor Teodor Cătălin) care a ajuns până în turneul semifinal.
Dar iată și lotul care a obținut promovarea (cifra din paranteză reprezintă numărul de jocuri):
Portari - Cristian Mitrea (17), Anton Ilie (14), Paul Botaș (1); Fundași - Gabriel Bosoi (30), Cristian Gurguiatu (27), Cosmin Necoară (25), Victor Olenic (20), Ionuț Șerban (20), Moldoveanu (14), V.Nicolae (7), Bălan (3); Mijlocași - Robert Stăncioiu (30), Ndigwe (29), Iosofache (26), Alin Pânzaru (26), Dragus (17), Stanciulescu (12), Oprea (10), V.Gheorghe (10), George Pungă (9), Tudor (3), Pascu(3); Atacanți - Badea (29), Nelu Buca (27), Panait (22), Cazan (11), Henry (7), Lupu (2).

#### Sezonul 2013-2014
Acest sezon debutează sub semnul întrebării pentru formația brăileană, în urmă retragerii sprijinului financiar din partea Autorităților locale brăilene, echipa având rezultate sub așteptări, situându-se pe ultimele locuri ale clasamentului. Situația financiară la finalul turului indica faptul că echipa nu poate continua în Liga a II-a, iar restanțele tot mai mari față de jucătorii echipei favorizau o desființare iminentă în lipsă unui sponsor principal, însă în februarie 2014 Florin Carligea devine principalul acționar al clubului iar întreg stafful administrativ al clubului urma să se schimbe. Valentin Avramescu preluând funcția  de președinte al Consiliului de Administrație, Vasile Popa vice-președinte iar Cristea Rusu director sportiv. 
Odată cu schimbarea conducerii clubului apar și primele transferuri, vin la CF Brăila Laurențiu Petean, Costel Roșu, Bogdan Spătaru și Claudiu Ionescu.

#### Sezonul 2014-2015
În acest sezon, Conpet Cireșu, echipă ce evolua în Liga a III-a, devine CF Brăila II, însă în urma schimbării denumirii, echipa este nevoită să evolueze în Liga a V-a. Majoritatea jucătorilor ce evoluau în echipa Conpet sunt transferați la CF Brăila, perioada de transferuri fiind încununată de venirea la Brăila a lui Marius Onofraș - campion al României cu Unirea Urziceni, și Andrei Pușcașu - venit de la Gloria Buzău.
Se remarcă de asemenea că în sezonul 2014-2015, CF Brăila s-a despărțit de 7 jucători, Dan Ignat, Costel Roșu, Robert Neagoe, Daniel Ochia, Claudiu Ionescu semnând cu diferite echipe, în timp ce Daniel Cazan și Adrian Câmpeanu s-au retras din activitate.
Printre performanțele din acest sezon se numără: participarea în Cupa României, CF Brăila eliminând în Faza a V-a a competiției, în deplasare, Gloria Buzău, cu scorul de 1-0, în 16-mi CF Brăila fiind eliminată de rivala Oțelul Galați, cu scorul de 1-0.
În campionat, CF Brăila, a reușit să se claseze în primele 6 echipe ale Seriei, astfel a acces în Play-OFF-ul Ligii secunde, scăpând de emoțiile retrogradării.

### Revenirea la Dacia Unirea Brăila
Sezonul 2015-2016 aduce ca noutate revenirea la denumirea istorică a clubului brăilean "Dacia Unirea Brăila". Pe lângă revenirea la această denumire, echipa brăileană are evoluții peste media anilor trecuți, obținând la finalul sezonului locul 3, în spatele echipelor Rapid București și Dunărea Călărași.
De apreciat este și evoluția din Cupa României, Dacia Unirea a eliminat rivala istorică Oțelul Galați cu scorul de 3-1, fiind oprită în 16-zecimi de viitoarea finalista a Cupei - Dinamo București, atunci când la Brăila, în fața a peste 11.000 de spectatori, Dacia Unirea a capitulat cu scorul de 2-3, golurile formației brăilene fiind marcate de Cosmin Necoară și Alexandru Muscă.

#### Sezonul 2016-2017
O data cu debutul sezonului 2016-2017, sunt consemnate și retragerile din activitate a lui Sorin Frunză și Marius Onofraș, doi jucători exponențiali pentru clubul brăilean. Ambii au urmat cariera de director sportiv, Sorin Frunză la Dacia Unirea Brăila, Marius Onofraș la CSMS Iași.
Având în vedere clasarea foarte bună din sezonul trecut, așteptările erau destul de ridicate, clubul își propunea o clasare printre primele 5 echipe ale Ligii Secunde. Începutul de sezon a fost foarte bun, obținând în primele 6 partide - 4 victorii, 1 egal și 1 înfrângere, iar lumea începea din nou să spere la un loc fruntaș. A urmat o perioadă nevastă pentru Dacia Unirea, lotul fiind presărat de accidentări, antrenorul Alin Pânzaru s-a văzut nevoit să improvizeze un prim 11 combativ, Sorin Frunză "încălțând" iarăși ghetele de fotbal în vederea susținerii echipei. Perioada această s-a terminat cu 4 înfrângeri consecutive, și cu îndepărtarea de locurile fruntașe ale Ligii a II-a.  
Dacia Unirea Brăila a reușit, iarăși, un parcurs lung în Cupa României, eliminând din competiției echipa Știința Miroslava (3-1), prim-vizionara CS Concordia Chiajna (1-0), și oprindu-se în optimile de finală, când a fost învinsă de CS U Craiova cu scorul de 0-2.

#### Sezonul 2018-2019
Al 9-lea sezon consecutiv în Liga a II-a va reprezenta un punct de cotitură în cadrul echipei brăilene, performerii ultimilor ani, totodată, cei de care se leagă o bună parte din evoluțiile foarte bune – antrenorul Alin Pânzaru și Sorin Frunză își încheie angajamentele cu Dacia Unirea Brăila, această rămânând fără antrenor, fără director sportiv și fără unul dintre cei mai buni jucători care au evoluat pentru Brăila.
La începutul lunii august 2018, în funcția de director sportiv este numit Cristian Hossu, acesta din urmă, numindu-l pe Gheorghe Barbu antrenor principal.  
După cele două numiri o serie de jucători sosesc la Brăila, precum Raul Avram, Liviu Gheorghe, Raul Vitan, Roland Stănescu, Andrei Pleșa, Victor Manu, Hamza Ben Abda, Norris Ichim, Darius Hîmpea, Bertrand Bebey, Mihai Maxin, Claudio Merville, Lu Yefeng, Adreano van den Driest. 
Antrenorul principal Gheorghe Barbu rezistă pe banca Daciei Unirea în primele 3 etape, timp în care obține 2 remize și o înfrângere.
Pe 27 august 2018, fostul internațional român Florentin Petre a fost numit antrenor principal, având dificilul obiectiv de a salva echipa de la retrogradare.
De menționat este faptul că echipa brăileană a fost eliminată din Cupa României în 16-zeci de Dinamo București cu scorul de 1-3, golul Daciei Unirea fiind marcat de Mihai Maxin. Partida a fost programată de la ora 21:30, astfel, terenul ales pentru desfășurarea meciului a fost Stadionul Oțelul din Galați, asistența fiind de 2500 de spectatori.
La finele unui sezon presărat cu mari probleme financiare, Dacia Unirea Brăila a retrogradat în Liga a III-a, înregistrând unul dintre cele mai slabe sezoane din istoria sa.

## Palmares

### Național
Echipa fanion a orașului Brăila.
 Liga I:
- Cel mai bun loc: 6 1991-92

 Liga II:
- Locul  (3): 1934-35, 1943-44, 1989-90
- Locul  (6): 1935–36, 1974–75, 1975–76, 1988–89, 1994–95, 1995–96
- Locul  (7): 1936–37, 1942–43, 1986–87, 1987–88, 1996–97, 2003–04, 2015–16

 Liga III:
- Locul  (3): 1963-64, 2000-01, 2009-10
- Locul  (3): 1957–58, 1967–68, 2020–21

Liga Sud:
- Locul  (3): 1928–1929, 1929-1930, 1931-1932

### Prezențe Divizionare
- 7 prezențe în Liga I (1930, 1938, 1941, 1990-1994);
- 64 prezențe în Liga II (1934-1940, 1953, 1954, 1960-1990, 1994-1999, 2001-2007, 2011-2019, 2022);
- 15 prezențe în Liga III (1946-1947, 1956-1959, 1963-1964, 1967-1968, 2000-2001, 2008-2010, 2020-2021, 2023-2024).
- 12 prezențe în Campionatul Regional (1922-1934)

### Rezultate
Cupa României:
Finalistă (1): 1992–93
- Semi-finalistă (1): 1939–40
- Sfert-finalistă (4): 1970–71, 1977–78, 1991–92, 2004–05

## Drumul spre finală (1992-1993)
În sezonul 1992-1993, Dacia Unirea Brăila a ajuns până în finala Cupei României, însă a fost învinsă cu scorul de 2-0 de Universitatea Craiova.
ȘAISPREZECIMI
| 28 februarie 1993 15:00 | Steaua Mizil | 0 - 1 | Dacia Unirea Brăila | Stadionul Steaua, Mizil, Mizil Spectatori: 5.000 |
| 28 februarie 1993 15:00 |              |       |                     | Stadionul Steaua, Mizil, Mizil Spectatori: 5.000 |

OPTIMI
| 17 martie 1993 15:00 | Dacia Unirea Brăila | 1 - 0 | Minerul Motru | Stadionul Municipal, Brăila Spectatori: 15.000 |
| 17 martie 1993 15:00 |                     |       |               | Stadionul Municipal, Brăila Spectatori: 15.000 |

SFERTURI - TUR
| 21 aprilie 1993 15:00 | Dacia Unirea Brăila | 1 - 0 | FC Brașov | Stadionul Municipal, Brăila Spectatori: 20.000 |
| 21 aprilie 1993 15:00 |                     |       |           | Stadionul Municipal, Brăila Spectatori: 20.000 |

SFERTURI - RETUR
| 28 aprilie 1993 17:00 | FC Brașov | 1 - 1 | Dacia Unirea Brăila | Silviu Ploeșteanu, Brașov Spectatori: 10.000 |
| 28 aprilie 1993 17:00 |           |       |                     | Silviu Ploeșteanu, Brașov Spectatori: 10.000 |

SEMIFINALĂ - TUR
| 12 mai 1993 17:00 | Dacia Unirea Brăila | 3 - 2 | FC Maramureș Baia Mare | Stadionul Municipal, Brăila Spectatori: 23.000 |
| 12 mai 1993 17:00 |                     |       |                        | Stadionul Municipal, Brăila Spectatori: 23.000 |

SEMIFINALĂ - RETUR
| 19 mai 1993 17:00 | FC Maramureș Baia Mare | 1 - 1 | Dacia Unirea Brăila | Dealul Florilor, Baia-Mare Spectatori: 15.000 |
| 19 mai 1993 17:00 |                        |       |                     | Dealul Florilor, Baia-Mare Spectatori: 15.000 |

FINALĂ
| 26 iunie 1993 17:00 | Universitatea Craiova                      | 2 - 0 | Dacia Unirea Brăila | Stadionul Național, București Spectatori: 10.000 Arbitru: Mircea Salomir (Cluj-Napoca) |
| 26 iunie 1993 17:00 | Cristian Vasc 81', Gheorghe Craioveanu 88' |       |                     | Stadionul Național, București Spectatori: 10.000 Arbitru: Mircea Salomir (Cluj-Napoca) |

- Pe 28 martie 1940, FC Brăila a disputat la Brăila semi-finală în Cupa României, meci pierdut în fața echipei Rapid București cu scorul de 2-0
- Pe 26 iunie 1993, Dacia Unirea Brăila a jucat în Finala Cupa României împotriva echipei Universitatea Craiova, dar a pierdut cu 2-0, meci în care 3.000 de fani brăileni au facut deplasarea în București pe Stadionul Național. Atunci antrenorul Daciei era Ioan Sdrobiș.

### European
Cupa Balcanică
- Semi-finalistă (1): 1992-93

## Stadion
Dacia Unirea Brăila și-a disputat de-a lungul timpului partidele de pe teren propriu pe trei stadioane: „Vasile Roaită”, „Progresul” și „Municipal”.
Până în anul 1970, echipa își disputa meciurile pe arena „Vasile Roaită”, un stadion micuț ce dispunea de o singura tribună, localizat pe actualul loc al stadionului Municipal. În anul 1970 este inaugurat stadionul „Progresul”, iar echipa se mută pe acest nou stadion, deoarece arena Vasile Roaită este demolată și pornesc lucrările la construcția stadionului Municipal. Pe 21 august 1974 este inaugurat Stadionul Municipal care din acea zi și până în prezent reprezintă „casa fotbalului brăilean” 
În istoria sa de 39 ani, Stadionul Municipal a suferit numeroase modificări și modernizări, cele mai recente fiind în anul 2008 atunci când 8.000 de scaune au fost montate la Tribunele I și II; vestiarele și cabinele arbitrilor au fost modernizate; a fost înlocuit gazonul; a fost reabilitat exteriorul Tribunei Oficiale, de asemenea în 2012 au fost schimbate scaunele de la Tribuna I în culorile clubului, iar în anul 2013 este anunțat faptul că stadionul va intra într-un program de reabilitare.

## Suporteri
Încă din momentul înființării, Dacia Unirea Brăila a fost și a rămas echipa fanion a orașului Brăila, astfel a cunoscut o mare simpatie din partea brăilenilor. Simpatia fanilor crește începând cu anul 1974, atunci când echipa se mută pe Stadionul Municipal, stadion ce putea găzdui 30.000 de persoane.
În anii 1978-1991 echipa este susținută în număr mare de lucrătorii uzinei Progresul, de asemenea numele echipei este FCM Progresul. 
Odată cu promovarea în Liga I în 1991, Stadionul Municipal devine neîncăpător fanilor, astfel pe 10 martie 1991 se înregistrează 23.000 de spectatori în meciul contra echipei Steaua București, ca mai apoi un an mai târziu pe 15 martie 1992, Stadionul Municipal să înregistreze un număr record de spectatori - 25.000, tot într-un meci contra echipei Steaua București.
În 1993 Dacia Unirea Brăila ajunge în Finala Cupei României, astfel 3000 de suporteri brăileni au luat locul în tribunele Stadionului Național la ora startului finalei contra echipei Universitatea Craiova cel mai important meci din istoria clubului.
Odată cu apariția fenomenului Ultras în România, își face apariția și Ultras Brăila în anii 2000.
În perioada actuală echipa a fost susținută de 2 grupuri de fani: Legio Azzurra Brăila și Bad Boys Brăila până în anul 2010, iar începând cu sezonul 2014-2015, Dacia Unirea Brăila a fost susținută de nou-înființata galerie "Cavalerii Dunării! Din sezonul 2021-2022 o grupare de tineri își face apariția și începe să susțină „Echipa fanion a orașului”, sub numele de Băieții de la Malul Dunării!
Ultras Brăila menține relații de prietenie strânse cu băieții care susțin Farul Constanța (Baricada 2009), și Peluza Nord Iași.
O altă prietenie a acestora, mai recentă, este una cu Peluza Crâng Buzău.

## Antrenori

### Conducerea tehnică actuală
- Laurențiu Ivan - antrenor principal
- Marian Samuilă - antrenor secund
- Stanciu Ionuț - preparator fizic
- Gigi Rusescu - maseur

### Antrenori importanți
În istoria clubului brăilean, numeroși antrenori s-au remarcat și au obținut rezultate notabile, între care:
- Bujor Hălmăgeanu,
- Ioan Sdrobiș
- Dumitru Dumitriu (nume de care se leagă promovarea în prima divizie și unele dintre cele mai notabile performanțe ale echipei),
- Virgil Dridea,
- Vasile Simionaș,
- Constantin Oțet,
- Daniel Timofte,
- Vasile Darie
- Liviu Ciobotariu
- Francisc Zavoda

Precum și regretații: Viorel Mateianu , Nicolae Tătaru , Robert Cosmoc, Ștefan Onisie, Dumitru Nicolae Nicușor sau Titus Ozon .
Între cei mai buni antrenori localnici se numără profesorii Ionel Iuga,Tudorel Cotigă și Mircea Iancu.

### Istoria antrenorilor
În funcție de când au devenit antrenori la Dacia Unirea Brăila:
- 1964  Alexandru Dumitriu
- 1965  Nicolae Stanciu
- 1971  Ștefan Onisie
- 1974  Gheorghe Timar
- 1975  Titus Ozon
- 1978  Octavian Ulman
- 1979  Petre Iancu
- 1980  Robert Cosmoc
- 1983  Viorel Mateianu
- 1986  Francisc Zavoda
- 1987  Robert Cosmoc
- 1988  Mircea Dridea
- 1990  Constantin Otet
- 1990  Bujor Hălmăgeanu
- 1991  Ioan Sdrobiș
- 1991  Nicolae Dumitru
- 1992  Dumitru Dumitriu
- 1992  Gheorghe Mulțescu
- 1992  Vasile Simionaș
- 1994  Bujor Hălmăgeanu
- 1994  Virgil Dridea
- 1994  Ionel Iuga
- 1998  Marin Oprea
- 1998  Nicolae Pascu
- 1998  Eugen Tudose
- 2000  Mihai Ciobanu
- 2002  Ion Constantinescu
- 2002  Vasile Grossu
- 2003  Pavel Buburuz
- 2003  Ion Gigi
- 2004  Ionel Augustin
- 2004  Ion Balaur
- 2004  Ionel Iuga
- 2005  Mihai Ciobanu
- 2006  Vasile Caciureac
- 2006  Ionel Iuga
- 2007  Puiu Antohi
- 2007  Vasile Darie
- 2008  Mihai Ciobanu
- 2009  Vasile Darie
- 2010  Daniel Timofte
- 2010  Liviu Ciubotariu
- 2011  Ion Viorel
- 2012  Alin Pânzaru
- 2018  Florentin Petre

## Conducerea administrativă
Actualizat la data de 1 aprilie 2019.

## Jucători
La 9 februarie 2017.
| Nr. |         | Poziție | Jucător                       |
| --- | ------- | ------- | ----------------------------- |
| 1   | România | P       | Ștefan Leu                    |
| 2   | România | M       | Gabriel Niță                  |
| 3   | România | M       | Paul Ioan                     |
| 4   | România | F       | George Puia                   |
| 5   | România | M       | Victor Olenic                 |
| 6   | România | F       | Laurențiu Ivan (Vice-căpitan) |
| 7   | România | M       | Sorin Frunză (Căpitan)        |
| 8   | România | F       | Cosmin Necoară                |
| 10  | România | M       | Andrei Pușcașu                |
| 11  | România | A       | Dragoș Mucuță                 |
| 15  | România | A       | Marius Dima                   |
| 16  | România | F       | Costin Ghiocel                |
| 17  | România | F       | Robert Moglan                 |

| Nr. |         | Poziție | Jucător                    |
| --- | ------- | ------- | -------------------------- |
| 18  | România | F       | Răzvan Adăscăliței         |
| 19  | România | M       | Mădălin Calu               |
| 20  | România | F       | Cătălin Stănciulescu       |
| 21  | România | F       | Eduard Oprea               |
| 22  | România | M       | Costel Roșu                |
| 23  | România | M       | Cosmin Neagu               |
| 24  | România | M       | Robert Roșoagă             |
| 25  | România | M       | Marian Iordache            |
| 26  | România | M       | Dănuț Oprea                |
| 27  | România | P       | Cristian Mitrea            |
| 28  | România | M       | Costin Ciucureanu Gheorghe |
| 87  | România | P       | Albert Popa                |
| 88  | România | P       | Bogdan Olaru               |

## Jucători importanți
De-a lungul istoriei, jucători importanți ai României au evoluat la Dacia Unirea Brăila, unii atingându-și apogeul chiar la Brăila.
Astfel de la clubul brăilean s-au lansat consacrații internaționali Nicolae Tilihoi, Vasile Brătianu și Bănel Nicoliță. Alți jucători emblematici pentru fotbalul brăilean sunt: 
| Portari                                                                               | Fundași | Mijlocași | Atacanți |
| ------------------------------------------------------------------------------------- | --- | --- | --- |
| - Ionel Dinu -Gol marcat In Liga-1 - Șerban Trofin - Costel Brătianu - Cătălin Hăisan | - Vasile Darie - Ilie Trifina - Constantin Gheorghiță - Tudorel Pelin - Laurențiu Ivan - Sandu Minciu - Adrian Baldovin - Vasile Brătianu - Ion Gigi - Tudorel Cotigă - Radu Dan - Anton Doboș - Nicolae Tilihoi - Costel Luca - Marin Oprea | - Dumitru Bulancea - Gheorghe Huba - Moroianu - Ionel Iuga - Ion Mihalache - Ion Prepurgel - Victor Titirișcă - Marius Stan - Marius Șumudică - Constantin Năsturescu - Victor Bădescu - Traian Tomescu - Bănel Nicoliță - Alexandru Chipciu - Sorin Frunză | - Costică Telegraf - Grigore Traian - Ionel Drăgoi - Adrian Petrache - Marius Onofraș - Arben Minga - Aurelian Stamate - Georgel Ologu - Vasile Coteț - Gheorghe Cațaros - Costică Bezman - Marius Onofraș |

- Primul jucător străin care apare în echipă, în perioada postbelică, este albanezul Arben Minga (din ediția de campionat 1992-1993).
- Primul jucător brăilean transferat în străinătate a fost Costel Luca (din 1993, la formația turcă Samsunspor).
- Cel mai bine cotat în plan național a fost Vasile Brătianu (evaluat de Redacția Sport a Radio România, ca al III-lea fotbalist al anului 1993)
- Cel mai meciuri disputate pentru club - 520 îi aparțin lui Vasile Darie
- Cele mai multe goluri înscrise pentru club - 139 îi aparțin tot lui Grigore (Primarul) Traian.